# عرس الشاعر
عرس الشاعر ( La boda del Poeta ) رواية تشيلية للكاتب أنطونيو سكارميتا نُشرت سنة 1999 .
ترجمها للغة العربية الكاتب صالح علماني عن دار المدى الطبعة الاولى 2000 

## الطبعات

### الطبعات الإسبانية الأصلية
- بودا ديل بويتا ، مدريد، مناظرة افتتاحية، 1999
- لا بودا ديل بويتا ، بوينس آيرس، إد. أمريكا الجنوبية، 1999